# Liste des amphibiens au Québec
Les amphibiens au Québec se classent dans deux ordres : Caudata — qui regroupe les salamandres, les tritons et Anura — qui regroupe les crapauds et les grenouilles. Le premier ordre comprend dix espèces classées en quatre familles et le second ordre comprend aussi dix espèces classées en trois familles.

## Caudata
| Photo                      | Noms (français / anglais / scientifique)                                                     | Statut IUCN | Notes | Carte de répartition |
| -------------------------- | -------------------------------------------------------------------------------------------- | ----------- | --- | -------------------- |
| Famille des Proteidae      |                                                                                              |             | |                      |
|                            | Necture tacheté Common mudpuppy Necturus maculosus maculosus                                 | (LC)        | Commun et répandu dans le Saint-Laurent, l'Outaouais et le Richelieu. Souvent capturé par les amateurs de pêche sur glace et par la pêche commerciale,. |                      |
| Famille des Salamandridae  |                                                                                              |             | |                      |
|                            | Triton vert Eastern newt Notophthalmus viridescens viridescens                               | (LC)        | Commun et répandu au Québec. |                      |
| Famille des Ambystomatidae |                                                                                              |             | |                      |
|                            | Salamandre maculée Spotted salamander Ambystoma maculatum                                    | (LC)        | Commune et répandue au Québec. Cette espèce peut vivre jusqu'à l'âge de 32 ans. |                      |
|                            | Salamandre à points bleus Blue-spotted salamander Ambystoma laterale                         | (LC)        | Commune et répandue au Québec. |                      |
| Famille des Plethodontidae |                                                                                              |             | |                      |
|                            | Salamandre sombre du Nord Northern dusky salamander Desmognathus fuscus                      | (LC)        | Cette espèce est susceptible d'être désignée menacée ou vulnérable au Québec. |                      |
|                            | Salamandre sombre des montagnes Allegheny Mountain dusky salamander Desmognathus ochrophaeus | (LC)        | Cette espèce est désignée menacée au Québec. Le COSEPAC considère la population des Appalaches en voie de disparition. La plus rare des salamandres de la province, on la trouve seulement sur le versant nord de la colline de Covey Hill à Havelock où elle a été observée pour la première fois en 1988. |                      |
|                            | Salamandre à deux lignes Northern two-lined salamander Eurycea bislineata                    | (LC)        | Commune et répandue au Québec. |                      |
|                            | Salamandre pourpre Northern spring salamander Gyrinophilus porphyriticus porphyriticus       | (LC)        | Cette espèce est désignée vulnérable au Québec. Le COSEPAC considère cette espèce menacée. |                      |
|                            | Salamandre à quatre orteils Four-toed salamander Hemidactylium scutatum                      | (LC)        | Cette espèce est susceptible d'être désignée menacée ou vulnérable au Québec. |                      |
|                            | Salamandre cendrée Eastern Redback Salamander Plethodon cinereus                             | (LC)        | Commune et répandue au Québec. |                      |

## Anura
| Photo                 | Noms (français / anglais / scientifique)                                   | Statut IUCN | Notes | Carte de répartition |
| --------------------- | -------------------------------------------------------------------------- | ----------- | --- | -------------------- |
| Famille des Bufonidae |                                                                            |             | |                      |
|                       | Crapaud d'Amérique American toad Anaxyrus americanus americanus            | (LC)        | Commun et répandu au Québec. |                      |
| Famille des Hylidae   |                                                                            |             | |                      |
|                       | Rainette versicolore Gray tree frog Dryophytes versicolor                  | (LC)        | Commune et répandue au Québec. |                      |
|                       | Rainette crucifère Spring peeper Pseudacris crucifer                       | (LC)        | Commune et répandue au Québec. |                      |
|                       | Rainette faux-grillon de l'Ouest Western chorus frog Pseudacris triseriata | (LC)        | Suivant une révision du genre Pseudacris, la population de Rainette faux-grillon de l'Ouest du Québec et de l'est de l'Ontario est maintenant considérée comme appartenant à l'espèce Rainette faux-grillon boréale,. La Rainette faux-grillon de l'Ouest n'est plus une espèce présente au Québec. |                      |
|                       | Rainette faux-grillon boréale Boreal chorus frog Pseudacris maculata       | (LC)        | Cette espèce est susceptible d'être désignée menacée ou vulnérable au Québec. |                      |
| Famille des Ranidae   |                                                                            |             | |                      |
|                       | Grenouille des bois Wood frog Lithobates sylvaticus                        | (LC)        | Commune et répandue au Québec. L'amphibien le plus nordique d'Amérique du Nord, le seul dont la répartition est au-delà du cercle arctique et qui atteint aussi l'Océan Arctique. |                      |
|                       | Grenouille léopard Northern leopard frog Lithobates pipiens                | (LC)        | Commune et répandue au Québec. Introduite sur l'Île d'Anticosti en 1899,. Il est permis de chasser cette espèce au Québec. |                      |
|                       | Grenouille des marais Pickerel frog Lithobates palustris                   | (LC)        | Cette espèce est susceptible d'être désignée menacée ou vulnérable au Québec. |                      |
|                       | Grenouille verte Green frog Lithobates clamitans melanota                  | (LC)        | Commune et répandue au Québec. Introduite sur l'Île d'Anticosti, aux Îles de la Madeleine, à Terre-Neuve et en Colombie-Britannique. Il est permis de chasser cette espèce au Québec. |                      |
|                       | Grenouille du Nord Mink frog Lithobates septentrionalis                    | (LC)        | Commune et répandue au Québec. Introduite sur l'Île d'Anticosti. |                      |
|                       | Ouaouaron American bullfrog Lithobates catesbeianus                        | (LC)        | Commun et répandu au Québec. Il est permis de chasser cette espèce au Québec. |                      |